# Künstlergruppe Ghat
Die Gruppe Ghat war eine Künstlervereinigung, die vermutlich im Sommer des Jahres 1920 in Frankfurt am Main entstand und sich nur ein knappes Jahr später wieder auflöste. Sie bestand aus den expressionistischen Künstlern Emil Betzler, Gottfried Diehl und Hanns Ludwig Katz sowie dem Kunsthändler Herbert Cramer und wurde eher aus wirtschaftlichen Erwägungen denn aus künstlerischen gegründet. Die Gruppe hatte im Sinne, alle Verluste und Gewinne paritätisch zu teilen.
Betzler in der Rolle des Gruppensprechers beschreibt dies so: „Die vor einiger Zeit gegründete Gruppe stellt eine expressionistische Künstlervereinigung, eine Arbeitsgemeinschaft von Künstlern und Kunsthändlern auf künstlerischer und wirtschaftlicher Grundlage dar. Künstler u. Händler sind in gleicher Weise und mit gleichem Anteil an Gewinn und Verlust der Gruppe beteiligt. Dadurch wird es möglich gemacht, dass die wirtschaftliche Ungleichheit der Künstler ausgeglichen und jedem Mitglied eine Existenzminimum gewährt wird.“
Die überregionale Kunstzeitschrift „Der Cicerone“ berichtete in seiner Septemberausgabe: „In Frankfurt hat sich unter dem Namen „Ghat“ eine neue Arbeitsgemeinschaft von Künstlern und Kunsthändlern auf wirtschaftlich-künstlerischer Grundlage zusammengeschlossen, bei der Händler und Künstler zu gleichen Anteilen an allen Verkäufen beteiligt sind, aber auch Spesen und Risiko gemeinsam tragen. Mitglieder der neuen Gruppe sind zunächst die Künstler Emil Betzler, Gottfried Diehl und Hanns L. Katz und der Kunsthändler Cramer.“
Die angedachte Vergrößerung um den Künstler Ewald Dülberg fand nicht statt, weil dieser nach Weimar abwanderte. Emil Betzler schuf 1920 ein Gemälde der Gruppe, das die drei Künstler ohne den Galeristen Cramer darstellt, von dem keinerlei Porträt existiert.
Man findet in den Quellenangaben verschiedene Erklärungen zur Entstehung des Gruppennamens Ghat: Fritz Rupp führt in seinem Artikel zur Ausstellungseröffnung den Namen auf die in der Westsahara gelegene Oase Ghat zurück. Später gab die Diehl-Biografin Dana Schmidt-Fürnberg an, das der Name eine schlichte Wortdrehung von TAG und um das Ganze interessanter erscheinen zu lassen, wurde noch der Buchstabe H eingeschoben. 1992 findet sich in der Katz-Monographie von Karl-Ludwig Hoffmann die Erklärung, dass dies ein Lehnwort aus dem Sanskrit war. Alle drei Version erscheinen möglich, jedoch ist keine wirklich belegt.
Das nur kurze etwa einjährige Bestehen kann auf das möglicherweise nicht funktionierende Geschäftsmodell zurückgeführt werden und/oder den schlechten Verkauf ihrer Werke. Anderen homogeneren Künstlervereinigungen, die zur selben Zeit und an denselben Orten aktiv waren, wie der Novembergruppe aus Berlin oder der Üecht-Gruppe in Stuttgart, war aufgrund ihrer gesellschaftspolitischen Überzeugungen ein längeres Dasein vergönnt.
Nach dem Auseinandergehen der Gruppe arbeiten die drei Künstler mit unterschiedlichen Zielen und Erfolgen weiter:
Der aus Kamen in Westfalen stammende Betzler war akademisch gebildet und setzte seine 1917 angefangene Laufbahn als Kunstpädagoge und Hochschullehrer fort und erhielt 1967 das Bundesverdienstkreuz.
Diehl stellt in den nachfolgenden Jahren ohne großen Erfolg zusammen mit vielen bekannten Vertreten des Expressionismus aus und wurde Ende der 20. Jahre Mitglied der Darmstädter Sezession. Nach dem Kriegsende avancierte er zum Direktor der Offenbacher Meisterschule für gestaltendes Handwerk.
Der aus Karlsruhe stammende Katz, der wie Hans Feibusch 1933 aufgrund seiner jüdischen Abstammung aus dem Frankfurter Künstlerbund ausgeschlossen wurde, verließ Deutschland und starb 1940 in südafrikanischen Exil.

## Ausstellungen und Mappen in Namen der Gruppe Ghat
- Galerie Herbert Cramer: Präsentation von Ölgemälden, Aquarellen und Grafiken. (15. September–3. Oktober 1920)
- Haus Offenbach: Präsentation einige Werke im Rahmen der Frankfurter Künstlerschaft. (14. November–31. Dezember 1920)
- Frankfurter Kunstverein: (20. März–7. April 1921)
- Karlsruher Kunstverein: (April/Mai 1921)[13]

- Sammelwerk mit 11 Radierungen, Holzschnitten und Steinzeichnungen,
- Großstadt mit 14 Lithografien von Betzler
- Weiße Nächte mit 12 Lithografien von Gottfried Diehl
- Der „Totentanz von 1919“ mit 8 Farblithografien von H. L. Katz wurde nie verlegt.[14]
- Der Kunstwanderer vom April 1921 berichtet noch von einer Holzschnitt-Mappe von Emil Betzler und nennt sie ein „merkwürdiges Dokument“[15]